# 捷爾努瓦特卡 (索菲伊夫卡區)
47°58′7″N 34°1′15″E / 47.96861°N 34.02083°E
捷爾努瓦特卡（烏克蘭語：Тернуватка），是烏克蘭中部的村莊，隸屬第聶伯羅彼得羅夫斯克州的克里維里赫區。該村處於巴扎夫盧克河源頭，距離巴扎夫盧喬克1公里，海拔高度104米，2001年人口52。